# Cieszyn
Pour les articles homonymes, voir Cieszyn (homonymie).
Ne pas confondre avec Děčín, en allemand Tetschen.
Cieszyn (en silésien : Ćešyn ; en allemand : Teschen) est une ville du Sud de la Pologne qui fait partie de la voïvodie de Silésie depuis 1999. Elle est située à la frontière tchèque, séparée de sa ville jumelle Český Těšín par la rivière Olza. Anciennement, Cieszyn était située dans la Voïvodie de Bielsko-Biała (1975-1998). La ville est la capitale de la sous-région historique de Silésie de Cieszyn et au centre de l'Eurorégion Silésia « Śląsk Cieszyński - Těšínské Slezsko » constituée en 1998.

## Histoire

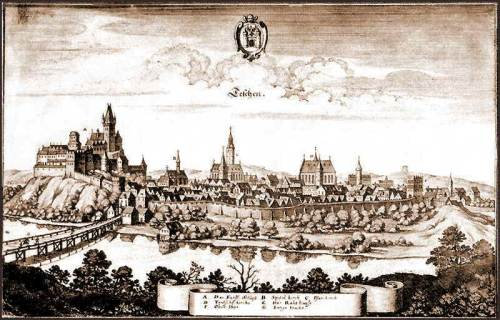
Cieszyn vers 1640, gravure de Matthäus Merian

Cieszyn est l'une des plus anciennes villes de Silésie. D’après une légende, répandue sur les deux rives de l’Olza, les trois fils d’un souverain slave, Bolko, Leszko et Cieszko, se réunissent ici en 810, et fondent la ville. Le plus ancien document conservé mentionnant Cieszyn date de 1115, cependant les dernières recherches historiques indiquent qu'elle serait déjà mentionnée dans les documents relatifs à la création de l'évêché de Wrocław en 1000. La ville obtient son premier privilège urbain vers 1220.
Après la division du duché de Racibórz en 1290, Cieszyn devient la capitale du nouveau duché de Cieszyn et le prince polonais Mieszko, le fondateur de la lignée des Piast de Cieszyn, devient son premier duc. La ville gagne alors en importance et s'agrandit. Elle connait son plus grand développement sous le règne du prince Przemysław Noszak, qui, en 1374, accorde à Cieszyn de nouveaux privilèges, similaires à ceux de Wrocław et y érige un nouveau château.
En 1327, le duc Casimir rend hommage au roi de Bohême Jean de Luxembourg. Le roi de Pologne Casimir le Grand reconnaît les droits de la Couronne de Bohême sur Cieszyn lors du traité de paix de Namysłów de 1348.
Casimir II donne à la principale place du marché son emplacement actuel et entoure la ville de murs défensifs.
Dans les années 1520, la foi protestante commence à se répandre à partir de Wrocław dans toute la Silésie. En 1545, lors de son arrivée au pouvoir, le duc Venceslas III Adam se prononce en faveur de la foi réformatrice. En 1609, son successeur le duc Adam Wenzel revient vers la foi catholique.
La ville est fortement endommagée par la guerre de Trente Ans (1618-1648) et connaît un fort déclin économique et démographique. En 1653, la lignée des Piast de Cieszyn s'éteint avec la mort de la duchesse Élizabeth Lucrèce et c'est Ferdinand III de Habsbourg, roi de Hongrie et de Bohême et empereur du Saint Empire romain germanique dès 1637, qui prend les rênes du duché. Avec les Habsbourg, un retour au catholicisme s'opère, de manière brutale.
La fin de la Contre-Réforme permet la construction à Cieszyn d'une grande église évangélique d'Augsbourg. Elle est aujourd'hui la plus grande église luthérienne de Pologne.
En 1722, l'empereur Charles VI offre le duché de Cieszyn au duc de Lorraine Léopold Ier. Son fils François de Lorraine épouse l'archiduchesse Marie-Thérèse et succède à Charles VI à la tête de la monarchie autrichienne. L'impératrice Marie-Thérèse offre le duché de Cieszyn en dot à sa fille Marie-Christine qui épouse en 1766 Albert de Saxe qui prend désormais le titre de duce de Saxe-Teschen.
La position de Cieszyn se renforce au milieu du XVIIIe siècle, après la fin des guerres de Silésie entre la Prusse et l'Autriche. Comme l'une des rares villes de Silésie, elle reste alors autrichienne.
Dans les années 1768-1771, Cieszyn devint le siège principal des Confédérés de Bar.
Le 13 mai 1779, la paix entre l'Autriche et la Prusse est signée dans la ville, mettant fin à la guerre de succession bavaroise. Le lent retour à la gloire de la ville est interrompu par une série de catastrophes naturelles (dont des tremblements de terre). Le plus grave d'entre eux est l'incendie de 1789, qui consume la quasi-totalité de la ville. Il faut onze ans à Cieszyn pour sortir des décombres. La plupart des bâtiments construits à cette époque subsistent encore aujourd'hui.
N'ayant pas d'enfant, Marie-Christine et Albert de Saxe-Teschen transmettent le duché à leur neveu, l'archiduc Charles-Louis d'Autriche.
En 1805, à la suite de la menace contre Vienne par l'armée de Napoléon, la cour impériale et le gouvernement de la monarchie autrichienne déménagent à Cieszyn. Ainsi, pendant quelque temps, Cieszyn joue le rôle de capitale de l'Empire.
En 1839, le château médiéval des Piast est démoli, et sur la colline du château, sur l'ordre du prince Charles-Louis d'Autriche, un palais classique entouré d'un grand parc est construit. En 1836, un nouvel incendie détruit une partie du centre-ville, dont le bel hôtel de ville. Reconstruit en 1846, il reste inchangé à ce jour. En 1846 est également créée une brasserie princière toujours en activité aujourd'hui.
Lors de la Première Guerre mondiale, la ville est le siège du Haut-Commandement de l'armée austro-hongroise sur le front de l'Est.
Après la dislocation de l'Empire austro-hongrois à la fin de la Première Guerre mondiale, Cieszyn et toute la Silésie Cieszyn sont disputées entre la Pologne et la Tchécoslovaquie. Le 23 janvier 1919, un bref conflit militaire démarre lorsque les légions tchécoslovaques s'emparant de la ville : le conflit fait plusieurs dizaines de morts et des centaines de blessés. En 1920, lors de la Conférence de Spa, la partition de la ville sur le tracé de la rivière Olza est actée.
En octobre 1938, dans le cadre des Accords de Munich, la Pologne envahit et annexe la partie tchèque, mais la frontière est rétablie sur l'Olza après la Seconde Guerre mondiale.
Jusqu'à la Seconde Guerre mondiale, Cieszyn possédait une importante communauté juive, mais pendant l'occupation nazie, celle-ci a été exterminée.

## Patrimoine

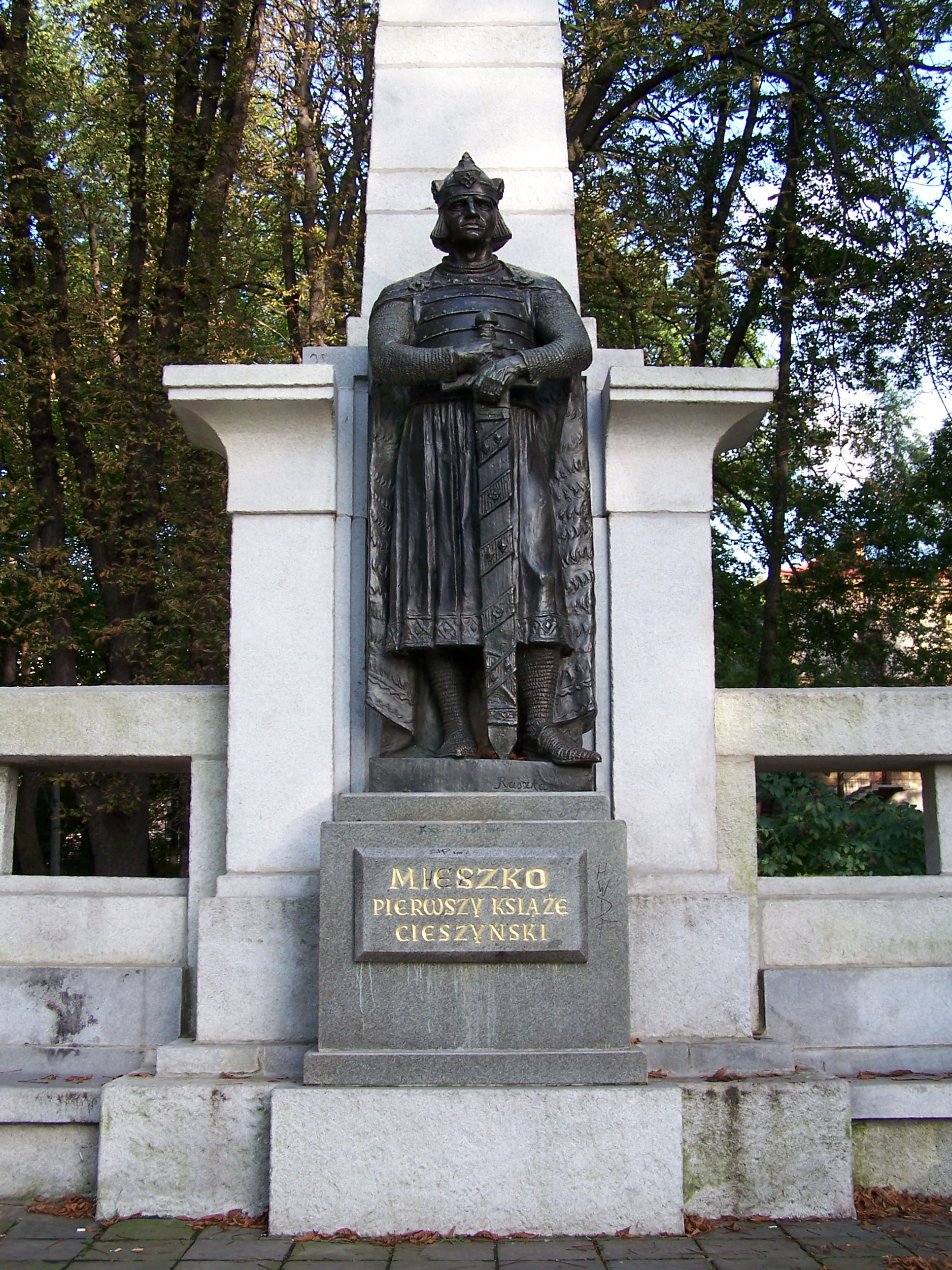
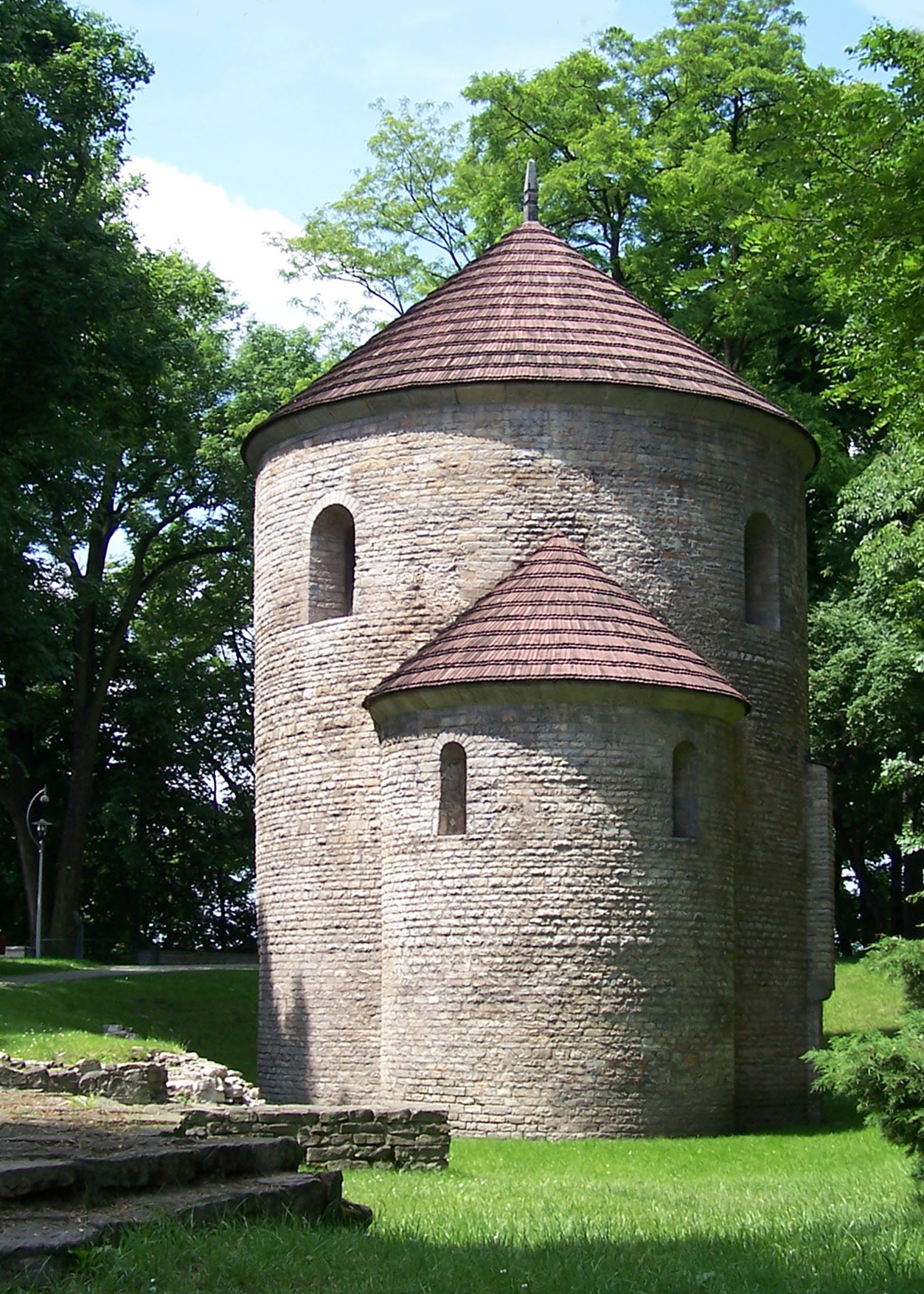
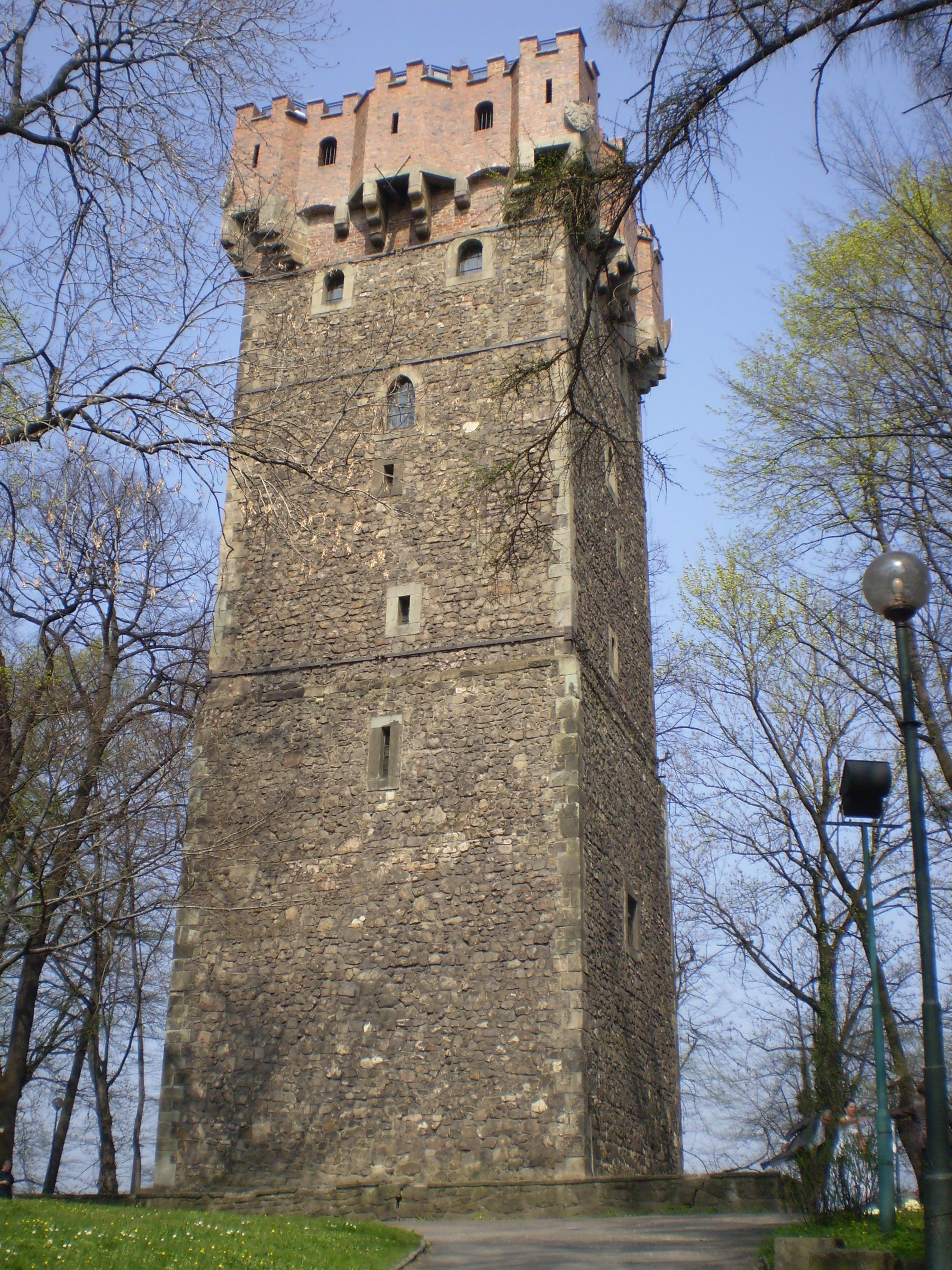
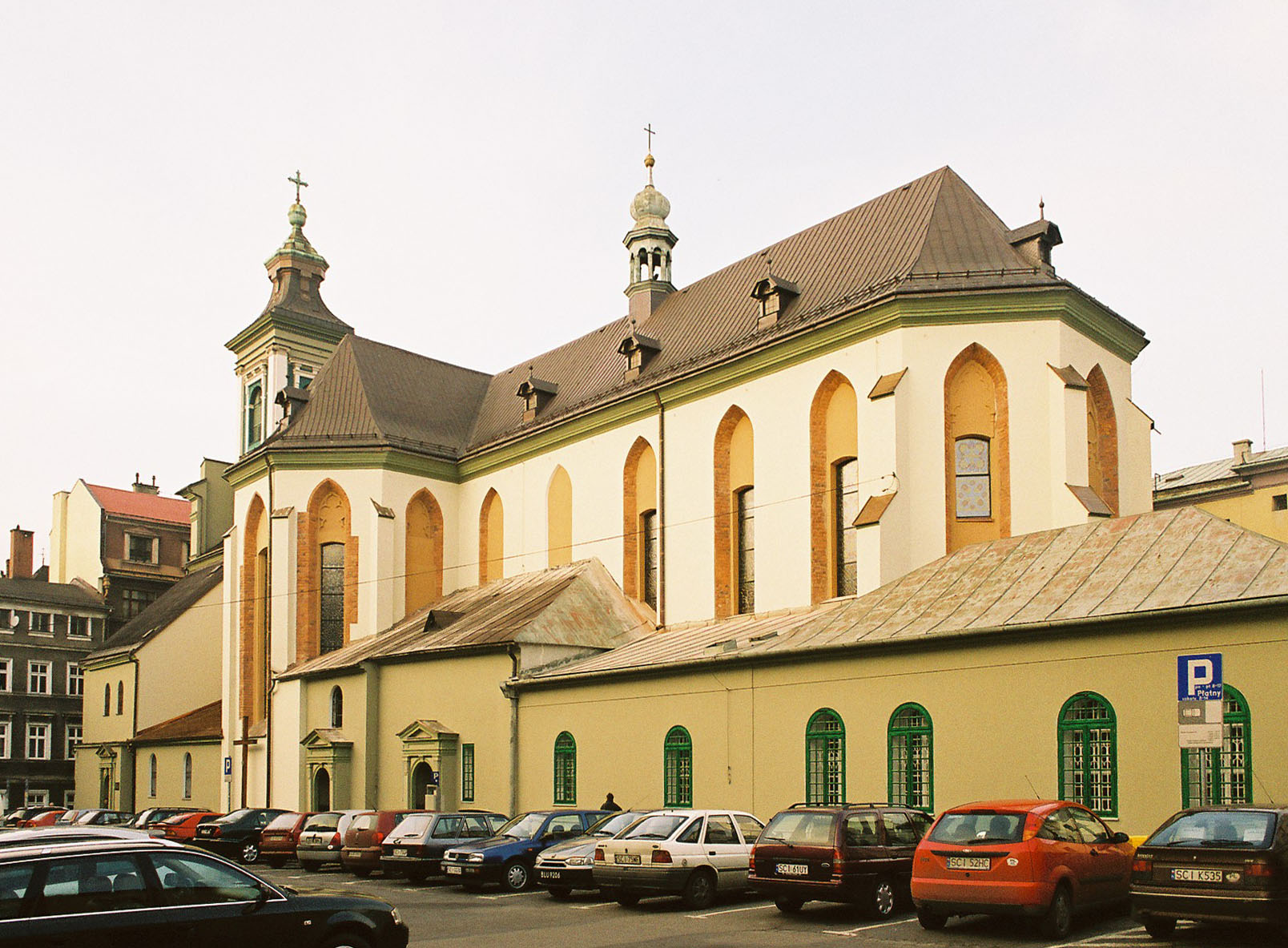
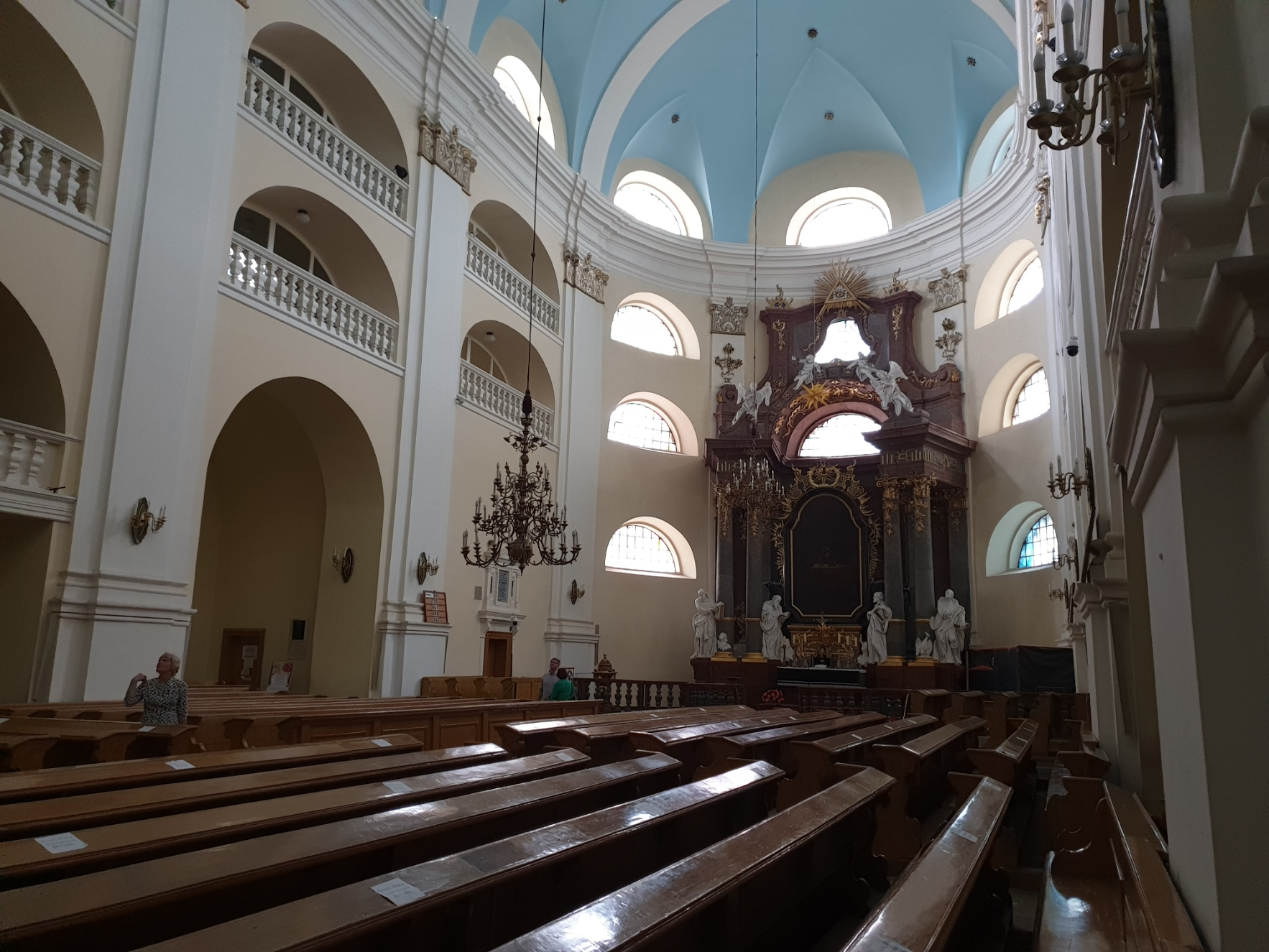
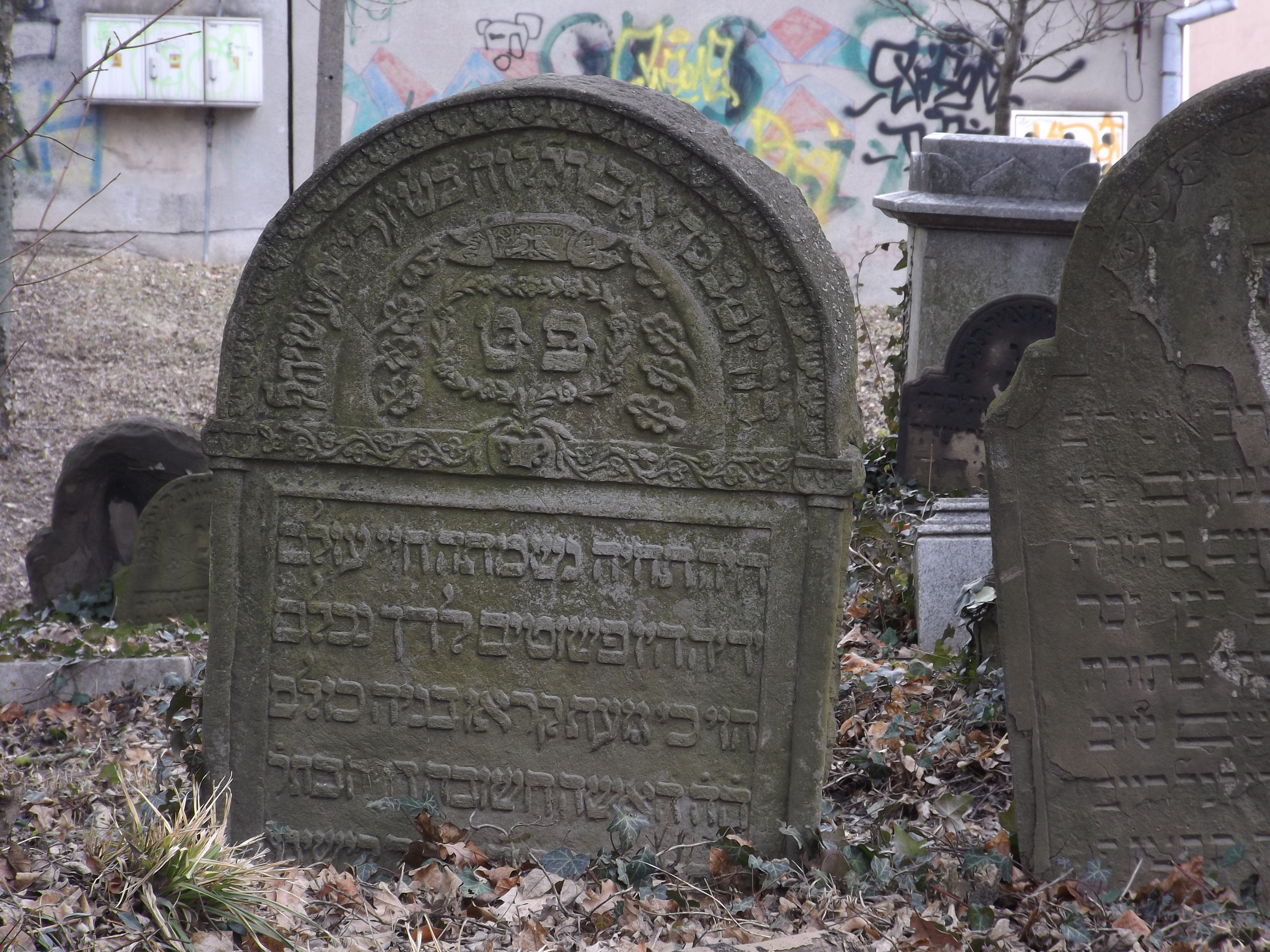
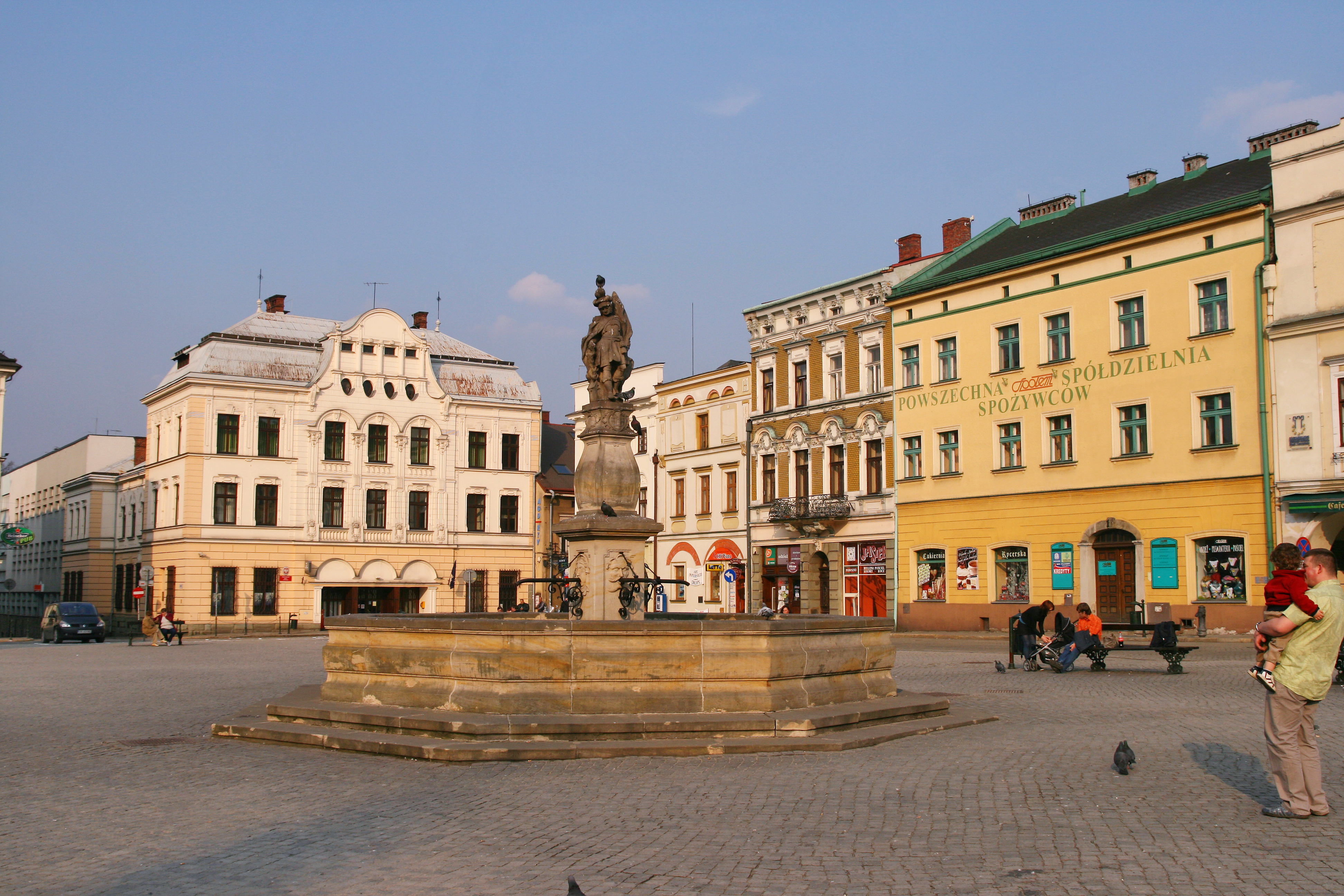
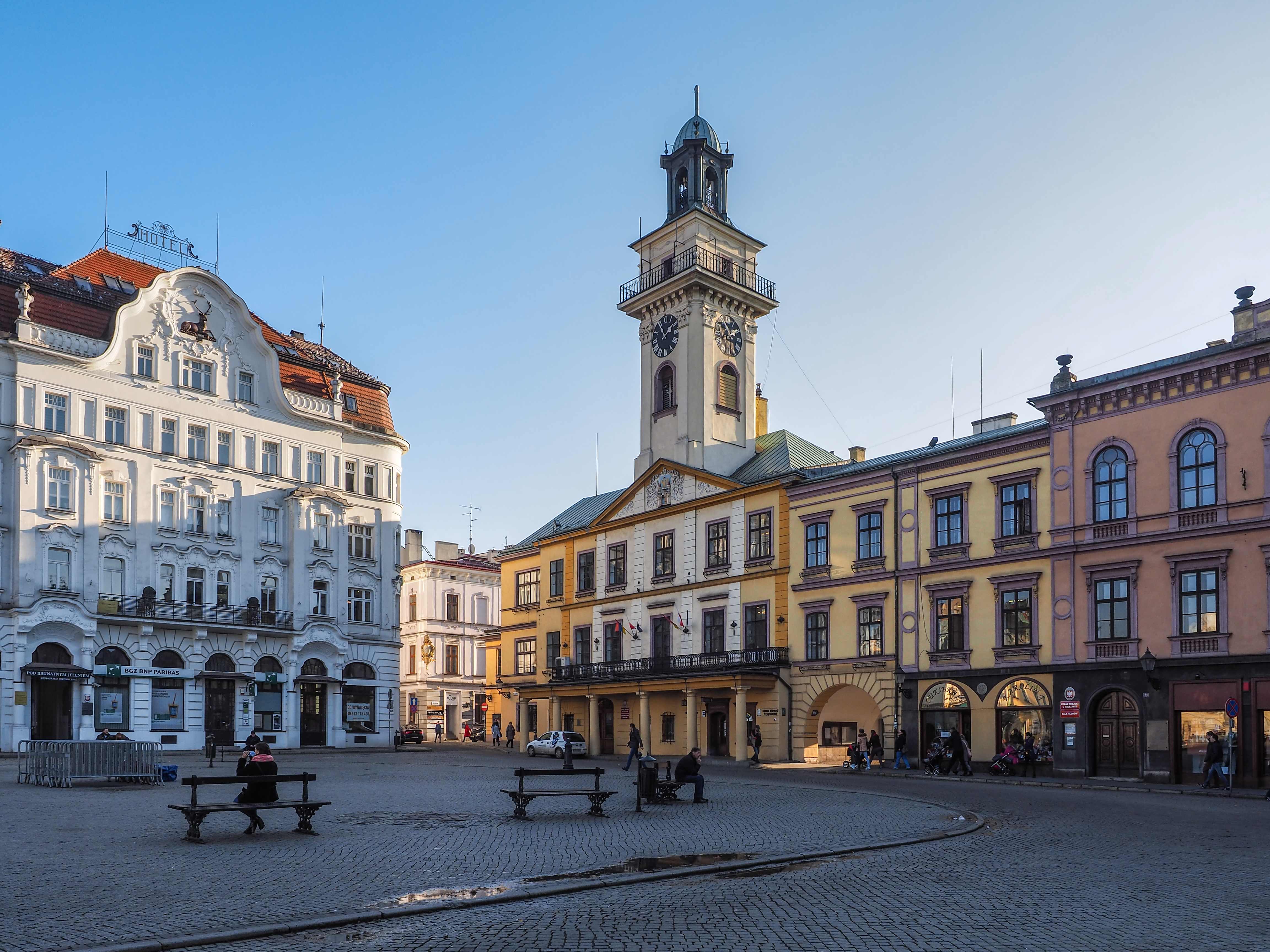

Cieszyn se distingue par la richesse de son architecture : on y trouve autant le style roman (église Saint-Nicolas du XIe siècle) que le style gothique (église Marie-Madeleine du XIIIe siècle). Son patrimoine compte également la tour des Piast (XIVe siècle), la Grande Place (Rynek) et d'anciennes maisons bourgeoises.

## Cieszyn d'aujourd'hui

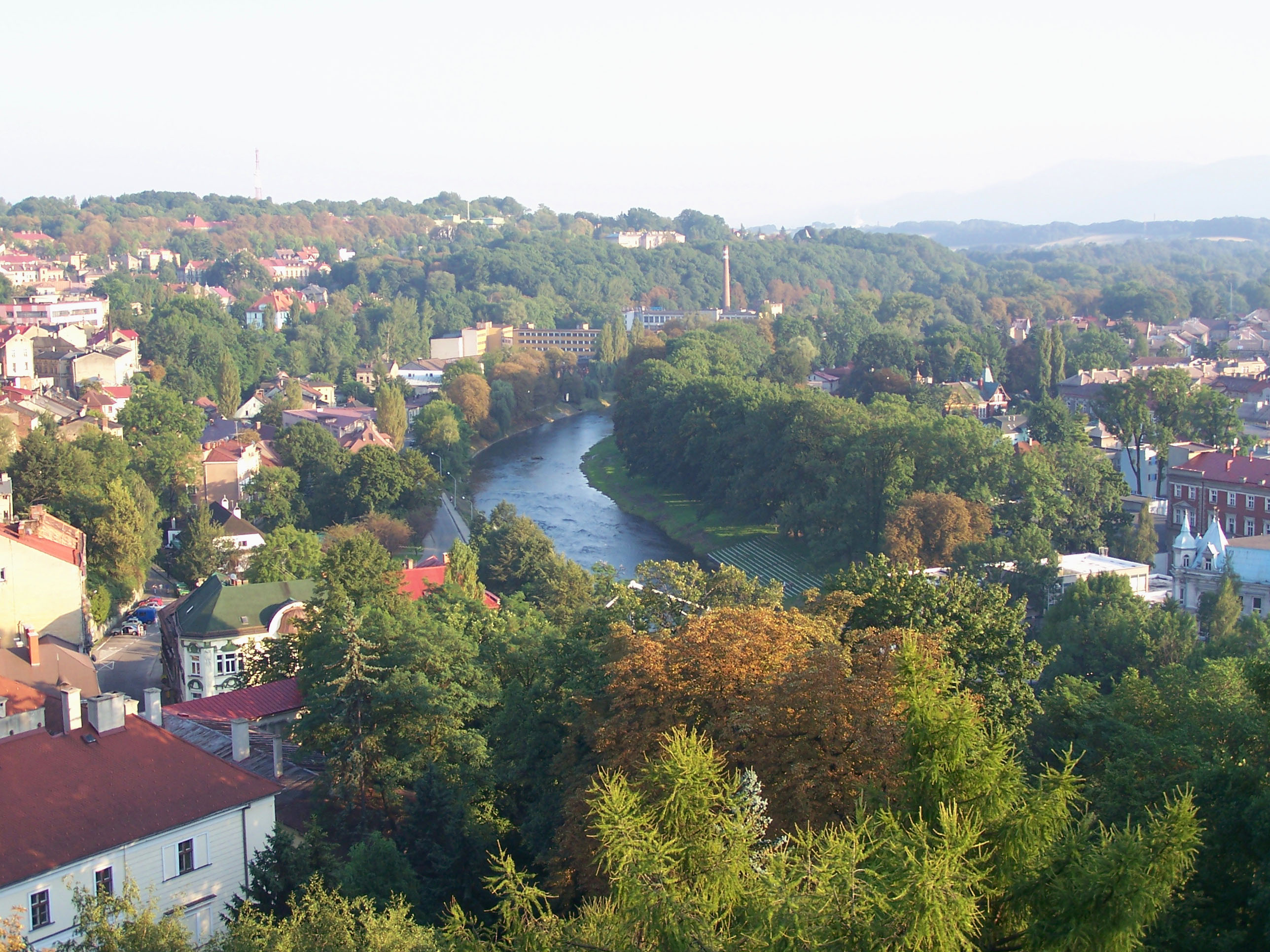
Cieszyn (à gauche), la rivière Olza et Český Těšín (à droite).

Située sur la frontière entre la Pologne et la République tchèque, Cieszyn collabore à plusieurs projets avec sa ville-sœur Český Těšín, située de l'autre côté de la frontière. La ville est également un important centre de tourisme en raison de sa situation dans les montagnes des Beskides silésiennes. La proximité des deux importants centres industriels de Katowice et d'Ostrava favorise un rapide développement économique. Les aéroports internationaux d'Ostrava, de Katowice et de Cracovie permettent également l'accès à la ville.

## Le marché du travail à Cieszyn
Les opportunités d'emploi dans le district sont illustrées, entre autres, par les résultats du Baromètre des métiers. Il s'agit d'une prévision de la demande sur le marché du travail, réalisée pour l'ensemble des districts et voïvodies de Pologne pour le compte du ministère du Travail. En 2024, le district de Cieszyn a enregistré une très longue liste de professions en pénurie, couvrant des dizaines de postes.
Des postes à temps plein, à temps partiel, des contrats de travail temporaire, des contrats de mandat et des contrats interentreprises sont facilement accessibles pour les ouvriers de la production, les travailleurs du transport, les agents de service client, les saisonniers, les spécialistes financiers et ceux du secteur de la construction. Selon les résultats de l'enquête, des emplois immédiats sont disponibles pour les infirmiers et les sages-femmes à Cieszyn et dans le district de Cieszyn. En outre, les travailleurs suivants sont en pénurie:
- (secteur de la restauration) pâtissiers, serveurs et barmans, cuisiniers, boulangers, commis de cuisine,
- (secteur du transport, transport de marchandises et de passagers) chauffeurs de bus, chauffeurs de camions de catégories C et E, etc., magasiniers;
- (secteur de la santé) médecins, aides-soignants, psychologues et psychothérapeutes,
- (secteur des services sociaux) travailleurs sociaux, employés des services en uniforme,
- (Éducation) Enseignants d'écoles maternelles, de filières professionnelles, de formation professionnelle pratique, de filières générales, d'écoles spécialisées et de classes d'intégration, éducateurs,
- (Spécialistes financiers et administratifs, assistants) Employés comptables, experts-comptables, spécialistes administratifs, réceptionnistes et secrétaires,
- (Travailleurs techniques) Mécaniciens automobiles, mécaniciens-monteurs de machines et d'équipements, opérateurs de machines pour la production de produits en caoutchouc et en plastique, ouvriers de la production et des travaux élémentaires, ouvriers de la transformation des métaux,
- (Commerçants) Vendeurs et caissiers.

## Jumelages
- Český Těšín (Tchéquie)
- Genk (Belgique)
- Lucerne (Suisse)
- Puck (Pologne)
- Rožňava (Slovaquie)
- Teuva (Finlande)
- Cambrai (France)

## Personnalités liées à la commune
- Roman Dyboski (1883-1945), philologue et chercheur en littérature, polonais y est né.
- Melchior Grodziecki (1584-1619), jésuite polonais et martyr de la foi et saint de l'église catholique
- Ryszard Edgar Pipes, dit Richard Pipes, (1923 -2018), historien
- Ireneusz Jeleń (né en 1981), joueur de football évoluant de 2011-2012 au sein du LOSC Lille Métropole et international polonais.
- Karol Śliwka (1932-2018), artiste et graphiste, est mort à Cieszyn.
- Karol Semik (1953-), chef de l'éducation, il a reçu plusieurs décorations.